# Château japonais de Namhae
Namhae Waesong (Hangul: 남해 선소왜성, japonais: 南海船所倭城, anglais: Namhae Castle) est un château de style japonais situé sur l'île de Namhae, construit durant les invasions de la Corée par Toyotomi Hideyoshi entre 1593 et 1598.

## Source de la traduction
- (en) Cet article est partiellement ou en totalité issu de l’article de Wikipédia en anglais intitulé « Namhae Japanese Castle » (voir la liste des auteurs).